# Руси у Србији
Руси у Србији су грађани Србије руског порекла. Према попису становништва из 2022. у Србији живи 10.486 Руса.
Због последица рата у Украјини, децембра 2023. у Србији је пословало скоро 10.000 руских предузећа.

## Пописи Србије
- 1937: (Београд) 16.500[4]
- 1948: 13.329
- 1953: 7829
- 1961: 6984
- 1971: 4746
- 1981: 2761
- 1991: 2473
- 2002: 2588
- 2011: 3247[5]
- 2022: 10.486

## Познате личности

### Средњи век
- Ростислав Михаиловић
- Бела од Мачве

### Бели емигранти
- Константин Смирнов, генерал
- Антоније Храповицки, владика и првојерјарх Руске Заграничне Цркве
- Георгије Пио-Улски, професор механике Београдског универзитета
- Николај Краснов, архитекта
- Владимир Ласкарев, геолог и минералог, професор Београдског универзитета, члан САНУ
- Григорије Демченко, историчар права
- Константин Серебрјаков, професор механике Београдског универзитета
- Борис Нилович Литвинов, генерал
- Анастасије Грибановски, владика и првојерјарх Руске Заграничне Цркве
- Никола Салтиков, доктор математике, професор универзитета (Харков и Београд), члан САНУ
- Степан Кулбакин, филолог, слависта и палеограф, професор Београдског универзитета, члан САНУ
- Василиј Николајевич Штрандман, дипломата
- Виктор Артамонов, генерал-мајор
- Никола Пушин, хемичар, професор Београдског универзитета, дописни члан САНУ
- Теодор Тарановски, правник и историчар, члан САНУ
- Евгеније Спекторски, правник, доктор права, професор Београдског универзитета, дописни члан САНУ
- Василиј Шуљгин, политичар, бели емигрант до 1944.
- Сергеј Тројицки, богослов-канонист и црквени историчар, професор Београдског универзитета
- Петар Врангел, генерал
- Антон Билимович, математичар, професор универзитета (Кијев, Одеса, Београд), члан САНУ
- Владимир Фармаковски, инжењер, члан САНУ
- Фјодор Махин, учесник Народноослободилачке борбе и генерал-лајтнант Југословенске армије
- Валериј Сташевски, архитекта
- Виктор Лукомски, архитекта
- Вјачеслав Ткачев, први руски генерал авијације (у царској армији)
- Александр Погодин, историчар и филолог, професор Београдског универзитета
- Борис Александрович Штајфон, генерал-потпуковник
- Јаков Хлитчијев, инжењер, члан САНУ
- Михаил Федорович Скородумов, генерал
- Олга Јанчевецка, певачица
- Александар Соловјев, слависта, истраживач богумила, хералдике, нумизматике, археологије, преводилац са руског и француског језика, професор историје словенског и византијског права на Правном факултету у Београду и у Сарајеву
- Евгениј Меснер, официр и војни теоретичар
- Алексеј Јелачић, историчар
- Виктор Никитин, пилот
- Анатолиј Рогожин, козачки пуковник
- Николај Афанасјев, православни теолог
- Михаило Јарошенко, пилот
- Леонид Бајдак, пилот
- Владимир Мошин, историчар и свештеник
- Владимир Стрижевски, пилот
- Константин Кузњецов, српски цртач стрипова руског порекла
- Вјачеслав Жардецки, математичар
- Федор Федорович Балабанов, богослов, педагог и журналист
- Марина Олењина, балерина
- Нина Кирсанова, балерина
- Кипријан Керн, православни теолог
- Владимир Смирнов, инжењер, генерал-потпуковник ЈНА
- Георгије Острогорски, византолог, члан САНУ
- Константин Вороњец, професор, члан САНУ
- Георгиј Грабе, свештено лице Руске Заграничне Цркве
- Всеволод Гуљевич, српски сликар и цртач стрипова руског порекла
- Григорије Самојлов, архитекта и сликар
- Кирил Тарановски, филолог
- Игор Јушкевич, балетан
- Степан Колесников, сликар
- Василије Пејхељ, методичар наставе[6]

### Руског порекла
- Ђорђе Лобачев, аутор српског и југословенског стрипа
- Оља Ивањицки, сликарка
- Леонид Шејка, архитекта и сликар
- Ирина Чолушкина, шахисткиња
- Светлана Прудњикова, шахисткиња
- Марија Манакова, шахисткиња
- Др Алексеј Тимофејев, историчар
- Аркадиј Вјатчањин, некадашњи руски, а од 2015. године српски пливач
- Виктор Троицки, професионални српски тенисер
- Саша Миливојев, писац, песник, новинар-колумниста и политички аналитичар
- Владимир Волков, фудбалер
- Дмитриј Герасименко, џудиста
- Михајло Михајлов, академик